# Lijst van WWE Champions
Dit is een chronologische lijst van WWE Champions, een professioneel worstelkampioenschap van WWE, dat op dit moment exclusief is voor de Raw brand. Het WWE Championship is het oudste kampioenschap van WWE. De titel werd onthuld in 1963 als de World Wide Wrestling Federation (WWWF) World Heavyweight Championship. WWWF werd in 1979 hernoemd naar World Wrestling Federation (WWF) en in 1983 eindigde WWF hun samenwerking met de National Wrestling Alliance (NWA), waarbij het kampioenschap ook werd hernoemd. In 2001 was het WCW World Heavyweight Championship geünificeerd met het WWE Championship en werd hernoemd naar Undisputed WWE Championship, nadat WCW gekocht werd door de WWF. In 2002 werd WWF hernoemd naar World Wrestling Entertainment (WWE) en splitste het rooster in WWE naar Raw en SmackDown. Het WWE Championship werd naar SmackDown verwezen en het World Heavyweight Championship werd verwezen naar Raw. In 2006 werd het ECW World Heavyweight Championship herleeft, nadat ECW de derde brand kwam in 2006 tot 2010.
Bij het evenement TLC: Tables, Ladders & Chairs op 15 december 2013 werd het WWE Championship en World Heavyweight Championship geünificeerd en die laatste werd opgeborgen. Het WWE Championship werd toen hernoemd naar WWE World Heavyweight Championship. Op 27 juni 2016, werd de titel terug hernoemd naar het WWE Championship en op 26 juli 2016 naar WWE World Championship toen de brand extension (merksplitsing) terugkwam. Het WWE Championship werd verwezen naar SmackDown en Raw kwam met het haar eigen titel genaamd het WWE Universal Championship. In december 2016 werd de naam van het titel terug hernoemd naar het WWE Championship. Na het evenement Crown Jewel in 2019, verwisselde het WWE Championship en het Univesal Championship van brands.

## Titelgeschiedenis

### Namen
| Naam                                | Jaren                               |
| ----------------------------------- | ----------------------------------- |
| WWWF World Heavyweight Championship | 25 april 1963 - 8 februari 1971     |
| WWWF Heavyweight Championship       | 8 februari 1971 - 1979              |
| WWF Heavyweight Championship        | 1979 - 1983                         |
| WWF World Heavyweight Championship  | 1983 - 1998                         |
| WWF Championship                    | 1998 - 9 december 2001              |
| Undisputed WWF Championship         | 9 december 2001 - 6 mei 2002        |
| WWE Undisputed Championship         | 6 mei 2002 - 2 september 2002       |
| WWE Championship                    | 2 september 2002 - 15 december 2013 |
| WWE World Heavyweight Championship  | 15 december 2013 - 27 juni 2016     |
| WWE Championship                    | 27 juni 2016 - 25 juli 2016         |
| WWE World Championship              | 26 juli 2016 - 9 december 2016      |
| WWE Championship                    | 10 december 2016 - heden            |

### Kampioenen
| Nr.                                                                     | Worstelaars                            | #                                      | Datum                                  | Stad                                   | Evenement                              | Aantekeningen |
| World Wide Wrestling Federation (WWWF)                                  | World Wide Wrestling Federation (WWWF) | World Wide Wrestling Federation (WWWF) | World Wide Wrestling Federation (WWWF) | World Wide Wrestling Federation (WWWF) | World Wide Wrestling Federation (WWWF) | World Wide Wrestling Federation (WWWF) |
| ----------------------------------------------------------------------- | -------------------------------------- | -------------------------------------- | -------------------------------------- | -------------------------------------- | -------------------------------------- | --- |
| 1                                                                       | Buddy Rogers                           | 1                                      | 29 april 1963                          | Rio de Janeiro, Brazilië               | Onbekend                               | Rogers won het apocrief toernooi nadat de WWWF de National Wrestling Alliance (NWA) verliet en Rogers was op dat moment NWA World Heavyweight Champion. |
| 2                                                                       | Bruno Sammartino                       | 1                                      | 17 mei 1963                            | New York                               | House show                             | Hield de titel voor zeven jaar lang, een record voor professioneel worstelwereldkampioenen |
| 3                                                                       | Ivan Koloff                            | 1                                      | 18 januari 1971                        | New York                               | House show                             | |
| 4                                                                       | Pedro Morales                          | 1                                      | 8 februari 1971                        | New York                               | House show                             | De titel werd vernoemd tot WWWF Heavyweight Championship wanneer de WWWF terug samenwerkte met de NWA. |
| National Wrestling Alliance: World Wide Wrestling Federation (NWA-WWWF) |                                        |                                        |                                        |                                        |                                        | |
| 5                                                                       | Stan Stasiak                           | 1                                      | 1 december 1973                        | Philadelphia                           | House show                             | |
| 6                                                                       | Bruno Sammartino                       | 2                                      | 10 december 1973                       | New York                               | House show                             | |
| 7                                                                       | "Superstar" Billy Graham               | 1                                      | 30 april 1977                          | Baltimore                              | House show                             | |
| 8                                                                       | Bob Backlund                           | 1                                      | 20 februari 1978                       | New York                               | House show                             | De titel was vernoemd tot WWF Heavyweight Championship wanneer het bedrijf World Wide Wrestling Federation vernoemd werd tot World Wrestling Federation, in maart 1979. |
| National Wrestling Alliance: World Wrestling Federation (NWA-WWF)       |                                        |                                        |                                        |                                        |                                        | |
| -                                                                       | Antonio Inoki                          | 1                                      | 30 november 1979                       | Tokushima, Japan                       | House show                             | Backlund en Inoki ontmoeten ook elkaar op 6 december 1979 maar de match eindigde in een gelijkspel. Inoki stelde meteen de titel vacant. Dit heerschappij werd niet erkend door de WWE. |
| -                                                                       | Vacant gesteld                         | -                                      | 6 december 1979                        | Tokushima, Japan                       | House show                             | Inoki stelde de titel meteen vacant nadat een herkansingswedstrijd tussen hem en Backlund in een gelijkspel eindigde. |
| -                                                                       | Bob Backlund                           | †                                      | 17 december 1979                       | New York                               | House show                             | Backlund won de Texas Death match van Bobby Duncum. Tijdens Backlunds regeerperiode eindigde in een geschil tussen Backlund en Greg Valentine, dat plaatsvond op Madison Square Garden waarbij een verdwaasde scheidsrechter Valantine's arm verhoogde als winnaar en dacht dat Backlund was die de wedstrijd won. Dit leidde tot een herkansingswedstrijd tussen hen en Backlund won legitiem van Valentine. Backlund behield zijn eerste regeerperiode en was nog steeds kampioen. |
| 9                                                                       | The Iron Sheik                         | 1                                      | 26 december 1983                       | New York                               | House show                             | Tijdens zijn regeerperiode werd de titel vernoemd tot WWF World Heavyweight Championship. |
| World Wrestling Federation (WWF)                                        |                                        |                                        |                                        |                                        |                                        | |
| 10                                                                      | Hulk Hogan                             | 1                                      | 23 januari 1984                        | New York                               | House show                             | |
| 11                                                                      | André the Giant                        | 1                                      | 5 februari 1988                        | Indianapolis                           | The Main Event I                       | |
| -                                                                       | Vacant gesteld                         | -                                      | 5 februari 1988                        | Indianapolis                           | The Main Event I                       | Meteen na het winnen van de titel van Hogan, verkocht André the Giant de titel aan Ted DiBiase, maar Jack Tunney vernietigde deze overeenkomst en stelde de titel vacant. |
| 12                                                                      | Randy Savage                           | 1                                      | 27 maart 1988                          | Atlantic City                          | WrestleMania IV                        | Savage won de toernooifinale door Ted DiBiase te verslaan. |
| 13                                                                      | Hulk Hogan                             | 2                                      | 2 april 1989                           | Atlantic City                          | WrestleMania IV                        | |
| 14                                                                      | The Ultimate Warrior                   | 1                                      | 1 april 1990                           | Toronto                                | WrestleMania VI                        | Dit wedstrijd was ook voor Warriors WWF Intercontinental Championship en die werd vacant gesteld. |
| 15                                                                      | Sgt. Slaughter                         | 1                                      | 19 januari 1991                        | Miami                                  | Royal Rumble 1991                      | |
| 16                                                                      | Hulk Hogan                             | 3                                      | 24 maart 1991                          | Los Angeles                            | WrestleMania VII                       | |
| 17                                                                      | The Undertaker                         | 1                                      | 27 november 1991                       | Detroit                                | Survivor Series 1991                   | |
| 18                                                                      | Hulk Hogan                             | 4                                      | 3 december 1991                        | San Antonio                            | This Tuesday in Texas                  | |
| -                                                                       | Vacant gesteld                         | -                                      | 4 december 1991                        | Onbekend                               | Superstars of Wrestling                | De titel werd vacant gesteld vanwege een betwist bij het einde van de match. |
| 19                                                                      | Ric Flair                              | 1                                      | 19 januari 1992                        | Albany                                 | Royal Rumble 1992                      | Flair won de Royal Rumble match. |
| 20                                                                      | Randy Savage                           | 2                                      | 5 april 1992                           | Indianapolis                           | WrestleMania VIII                      | |
| 21                                                                      | Ric Flair                              | 2                                      | 1 september 1992                       | Hershey                                | Prime Time Wrestling                   | |
| 22                                                                      | Bret Hart                              | 1                                      | 12 oktober 1992                        | Saskatoon                              | House show                             | |
| 23                                                                      | Yokozuna                               | 1                                      | 4 april 1993                           | Les Vegas                              | WrestleMania IX                        | |
| 24                                                                      | Hulk Hogan                             | 5                                      | 4 april 1993                           | Les Vegas                              | WrestleMania IX                        | |
| 25                                                                      | Yokozuna                               | 2                                      | 13 juni 1993                           | Dayton                                 | King of the Ring 1993                  | |
| 26                                                                      | Bret Hart                              | 2                                      | 20 maart 1994                          | New York                               | WrestleMania X                         | Roddy Piper was de special guest referee. |
| 27                                                                      | Bob Backlund                           | 2                                      | 23 november 1994                       | San Antonio                            | Survivor Series 1994                   | Dit was een Submission match. |
| 28                                                                      | Diesel                                 | 1                                      | 26 november 1994                       | New York                               | House show                             | Diesel versloeg Backlund in acht seconden. |
| 29                                                                      | Bret Hart                              | 3                                      | 19 november 1995                       | Landover Hills                         | Survivor Series 1995                   | Dit was een No Disqualification match. |
| 30                                                                      | Shawn Michaels                         | 1                                      | 31 maart 1996                          | Anaheim                                | WrestleMania XII                       | Dit was een 60 minuten Iron Man match. |
| 31                                                                      | Sycho Sid                              | 1                                      | 17 november 1996                       | New York                               | Survivor Series 1996                   | |
| 32                                                                      | Shawn Michaels                         | 2                                      | 19 januari 1997                        | San Antonio                            | Royal Rumble 1997                      | |
| -                                                                       | Vacant gesteld                         | -                                      | 13 februari 1997                       | Lowell                                 | Raw                                    | Shawn Michaels gaf de titel op vanwege een knieblessure. |
| 33                                                                      | Bret Hart                              | 4                                      | 16 februari 1997                       | Chattanooga                            | In Your House 13: Final Four           | Dit was een Fatal Four-Way match met Steve Austin, The Undertaker en Vader. |
| 34                                                                      | Sycho Sid                              | 2                                      | 17 februari 1997                       | Nashville                              | Raw                                    | |
| 35                                                                      | The Undertaker                         | 2                                      | 23 maart 1997                          | Rosemont                               | WrestleMania 13                        | |
| 36                                                                      | Bret Hart                              | 5                                      | 3 augustus 1997                        | East Rutherford                        | SummerSlam 1997                        | Shawn Michaels was de special guest referee. |
| 37                                                                      | Shawn Michaels                         | 3                                      | 9 november 1997                        | Montreal                               | Survivor Series 1997                   | Won de titel in Montreal Screwjob. |
| 38                                                                      | Stone Cold Steve Austin                | 1                                      | 29 maart 1998                          | Boston                                 | WrestleMania XIV                       | |
| 39                                                                      | Kane                                   | 1                                      | 28 juni 1998                           | Pittsburgh                             | King of the Ring 1998                  | Dit was een First Blood match. |
| 40                                                                      | Stone Cold Steve Austin                | 2                                      | 29 juni 1998                           | Cleveland                              | Raw is War                             | |
| -                                                                       | Vacant gesteld                         | -                                      | 27 september 1998                      | Hamilton                               | Breakdown: In Your House               | De titel werd vacant gesteld nadat Kane en The Undertaker Austin gelijktijdig eruit pinde. Een daaropvolgende match voor het vacante titel op Judgment Day: In Your House tussen Kane en The Undertaker eindigde in een gelijkspel. |
| 41                                                                      | The Rock                               | 1                                      | 15 november 1998                       | Saint Louis                            | Survivor Series 1998                   | The Rock won de "Deadly Game"-toernooi door Mick Foley te verslaan voor de vacante titel. |
| 42                                                                      | Mankind                                | 1                                      | 29 december 1998                       | Worcester                              | Raw is War                             | |
| 43                                                                      | The Rock                               | 2                                      | 24 januari 1999                        | Anaheim                                | Royal Rumble 1999                      | Dit was een "I Quit" match. |
| 44                                                                      | Mankind                                | 2                                      | 26 januari 1999                        | Tucson                                 | Halftime Heat                          | Dit was een Empty Arena match. |
| 45                                                                      | The Rock                               | 3                                      | 15 februari 1999                       | Birmingham                             | Raw is War                             | Dit was een Ladder match. |
| 46                                                                      | Stone Cold Steve Austin                | 3                                      | 28 maart 1999                          | Philadelphia                           | WrestleMania XV                        | |
| 47                                                                      | The Undertaker                         | 3                                      | 23 mei 1999                            | Kansas City                            | Over the Edge 1999                     | Vince & Shane McMahon waren de special guest referees. |
| 48                                                                      | Stone Cold Steve Austin                | 4                                      | 28 juni 1999                           | Charlotte                              | Raw is War                             | |
| 49                                                                      | Mankind                                | 3                                      | 22 augustus 1999                       | Minneapolis                            | SummerSlam 1999                        | Dit was een Triple Threat match met Triple H en Jesse Ventura was de special guest referee. |
| 50                                                                      | Triple H                               | 1                                      | 23 augustus 1999                       | Ames                                   | Raw is War                             | Shane McMahon was de special guest referee. |
| 51                                                                      | Vince McMahon                          | 1                                      | 14 september 1999                      | Las Vegas                              | SmackDown!                             | Shane McMahon was de special guest referee en de aflevering werd uitgezonden op 16 september 1999. |
| -                                                                       | Vacant gesteld                         | -                                      | 20 september 1999                      | Houston                                | Raw is War                             | McMahon stelde de titel vacant. |
| 52                                                                      | Triple H                               | 2                                      | 26 september 1999                      | New York                               | Unforgiven 1999                        | Dit was een Six-Pack match met The Rock, Mankind, Big Show, The British Bulldog en Kane. |
| 53                                                                      | Big Show                               | 1                                      | 14 november 1999                       | Detroit                                | Survivor Series 1999                   | Dit was een Triple Threat match met The Rock. |
| 54                                                                      | Triple H                               | 3                                      | 3 januari 2000                         | Miami                                  | Raw is War                             | |
| 55                                                                      | The Rock                               | 4                                      | 30 april 2000                          | Washington D.C.                        | Backlash 2000                          | |
| 56                                                                      | Triple H                               | 4                                      | 21 mei 2000                            | Louisville                             | Judgment Day 2000                      | Dit was een 60 minuten Iron Man Match die Triple H won met 6-5 en Shawn Michaels was de special guest referee. |
| 57                                                                      | The Rock                               | 5                                      | 25 juni 2000                           | Boston                                 | King of the Ring 2000                  | Dit was een Six-Man Tag-Team match met The Rock, The Undertaker en Kane vs. Triple H, Mr. McMahon en Shane McMahon. The Rock telde Mr. McMahon uit om de titel van Triple H te veroveren. |
| 58                                                                      | Kurt Angle                             | 1                                      | 22 oktober 2000                        | Albany                                 | No Mercy 2000                          | |
| 59                                                                      | The Rock                               | 6                                      | 25 februari 2001                       | Les Vegas                              | No Way Out 2001                        | |
| 60                                                                      | Stone Cold Steve Austin                | 5                                      | 1 april 2001                           | Houston                                | WrestleMania X-Seven                   | |
| 61                                                                      | Kurt Angle                             | 2                                      | 23 september 2001                      | Philadelphia                           | Unforgiven 2001                        | |
| 62                                                                      | Stone Cold Steve Austin                | 6                                      | 8 oktober 2001                         | Indianapolis                           | Raw                                    | |
| 63                                                                      | Chris Jericho                          | 1                                      | 9 december 2001                        | San Diego                              | Vengeance 2001                         | Jericho versloeg The Rock voor het World Championship en later op diezelfde avond versloeg hij Stone Cold Steve Austin voor het WWF Championship. Jericho verenigde beide titels en de titel werd vernoemd tot Undisputed WWF Championship. |
| 64                                                                      | Triple H                               | 5                                      | 17 maart 2002                          | Toronto                                | WrestleMania X8                        | |
| 65                                                                      | Hollywood Hulk Hogan                   | 6                                      | 21 april 2002                          | Kansas City                            | Backlash 2002                          | De titel werd vernoemd tot WWE Undisputed Championship nadat World Wrestling Federation Entertainment Inc. een rechtszaak had met de World Wide Fund for Nature en het bedrijf moest zich vernoemen tot World Wrestling Entertainment Inc. |
| World Wrestling Entertainment (WWE)                                     |                                        |                                        |                                        |                                        |                                        | |
| 66                                                                      | The Undertaker                         | 4                                      | 19 mei 2002                            | Nashville                              | Judgment Day 2002                      | |
| 67                                                                      | The Rock                               | 7                                      | 21 juli 2002                           | Detroit                                | Vengeance 2002                         | Dit was een Triple Threat match met Kurt Angle. |
| 68                                                                      | Brock Lesnar                           | 1                                      | 25 augustus 2002                       | Uniondale                              | SummerSlam 2002                        | De titel werd vernoemd tot WWE Championship nadat "Undisputed" was verwijderd van de titelnaam en op 2 september 2002 exclusief werd op SmackDown!-brand. Dit resulteerde in de creatie van het World Heavyweight Championship voor de Raw-brand. Lesnar werd de jongste kampioen in de geschiedenis. |
| 69                                                                      | Big Show                               | 2                                      | 17 november 2002                       | New York                               | Survivor Series 2002                   | |
| 70                                                                      | Kurt Angle                             | 3                                      | 15 december 2002                       | Fort Lauterdale                        | Armageddon 2002                        | |
| 71                                                                      | Brock Lesnar                           | 2                                      | 30 maart 2003                          | Seattle                                | WrestleMania XIX                       | |
| 72                                                                      | Kurt Angle                             | 4                                      | 27 juli 2003                           | Denver                                 | Vengeance 2003                         | Dit was een Triple Threat match met Big Show. |
| 73                                                                      | Brock Lesnar                           | 3                                      | 16 september 2003                      | Raleigh                                | SackDown!                              | Dit was een 60 minuten Iron Man match en de aflevering werd uitgezonden op 18 september 2003. |
| 74                                                                      | Eddie Guerrero                         | 1                                      | 15 februari 2004                       | San Francisco                          | No Way Out 2004                        | |
| 75                                                                      | John "Bradshaw" Layfield               | 1                                      | 27 juni 2004                           | Norfolk                                | Great American Bash 2004.              | Dit was een Texas Bull Rope match |
| 76                                                                      | John Cena                              | 1                                      | 3 april 2005                           | Los Angeles                            | WrestleMania 21                        | Door de Draft Lottery werd de titel exclusief op Raw. |
| WWE: Raw                                                                |                                        |                                        |                                        |                                        |                                        | |
| 77                                                                      | Edge                                   | 1                                      | 8 januari 2006                         | Albany                                 | New Year's Revolution 2006             | Edge diende meteen zijn "Money in the Bank"-koffer in nadat John Cena de Elimination Chamber match won. |
| 78                                                                      | John Cena                              | 2                                      | 29 januari 2006                        | Miami                                  | Royal Rumble 2006                      | |
| 79                                                                      | Rob Van Dam                            | 1                                      | 11 juni 2006                           | New York                               | ECW One Night Stand 2006               | Rob Van Dam diende zijn "Money in the Bank"-koffer van WrestleMania 22 in en de titel werd exclusief op ECW. |
| 80                                                                      | Edge                                   | 2                                      | 3 juli 2006                            | Philadelphia                           | Raw                                    | Dit was een Triple Threat match met John Cena en de titel werd terug exclusief op Raw. |
| WWE: ECW                                                                |                                        |                                        |                                        |                                        |                                        | |
| 81                                                                      | John Cena                              | 3                                      | 17 september 2006                      | Toronto                                | Unforgiven 2006                        | Dit was een Tables, Ladders and Chairs match. |
| -                                                                       | Vacant gesteld                         | -                                      | 2 oktober 2007                         | Dayton                                 | ECW on Sci Fi                          | De titel werd vacant gesteld nadat John Cena een blessure opliep. |
| 82                                                                      | Randy Orton                            | 1                                      | 7 oktober 2007                         | Rosemont                               | No Mercy 2007                          | De titel werd aan Orton toegekend door Vince McMahon. |
| 83                                                                      | Triple H                               | 6                                      | 7 oktober 2007                         | Rosemont                               | No Mercy 2007                          | |
| 84                                                                      | Randy Orton                            | 2                                      | 7 oktober 2007                         | Rosemont                               | No Mercy 2007                          | Dit was een Last Man Standing match. |
| 85                                                                      | Triple H                               | 7                                      | 27 april 2008                          | Baltimore                              | Backlash 2008                          | Dit was een Fatal Four-Way Elimination match met John Cena en John "Bradshaw" Layfield. De titel werd op SmackDown! nadat Triple H door de Draft Lottery van Raw naar SmackDown werd verzonden. |
| WWE: Smackdown                                                          |                                        |                                        |                                        |                                        |                                        | |
| 86                                                                      | Edge                                   | 3                                      | 23 november 2008                       | Boston                                 | Survivor Series 2008                   | Dit was een Triple Threat match met Vladimir Kozlov en Triple H. Edge verving Jeff Hardy die, in een verhaallijn, werd aangevallen in zijn hotel. |
| 87                                                                      | Jeff Hardy                             | 1                                      | 14 december 2008                       | Buffalo                                | Armageddon 2008                        | Dit was een Triple Threat match met Triple H en Edge. |
| 88                                                                      | Edge                                   | 4                                      | 25 januari 2009                        | Detroit                                | Royal Rumble 2009                      | Dit was een No Disqualification match. |
| 89                                                                      | Triple H                               | 8                                      | 15 februari 2009                       | Seattle                                | No Way Out 2009                        | Dit was een Elimination Chamber match met Jeff Hardy, Vladimir Kozlov, The Undertaker en Big Show. De titel werd opnieuw exclusief op Raw nadat Triple H door de Draft Lottery van SmackDown naar Raw werd verzonden. |
| WWE: Raw                                                                |                                        |                                        |                                        |                                        |                                        | |
| 90                                                                      | Randy Orton                            | 3                                      | 26 april 2009                          | Providence                             | Backlash 2009                          | Dit was een Six-man tag team match. |
| 91                                                                      | Batista                                | 1                                      | 7 juni 2009                            | New Orleans                            | Extreme Rules 2009                     | Dit was een Steel Cage match. |
| -                                                                       | Vacant gesteld                         | -                                      | 9 juni 2009                            | Onbekend                               | WWE.com                                | Via hun website aangekondigd nadat er een bicepsblessure werd vastgesteld bij Batista. |
| 92                                                                      | Randy Orton                            | 4                                      | 15 juni 2009                           | Charlotte                              | Raw                                    | Dit was een Fatal Four-Way match met Triple H, John Cena en Big Show. |
| 93                                                                      | John Cena                              | 4                                      | 13 september 2009                      | Montreal                               | Breaking Point                         | Dit was een "I Quit" match. |
| 94                                                                      | Randy Orton                            | 5                                      | 4 oktober 2009                         | Newark                                 | Hell in a Cell 2009                    | Dit was een Hell in a Cell match. |
| 95                                                                      | John Cena                              | 5                                      | 25 oktober 2009                        | Pittsburgh                             | Bragging Rights 2009                   | Dit was een 60 minuten Iron Man match. |
| 96                                                                      | Sheamus                                | 1                                      | 13 december 2009                       | San Antonio                            | TLC 2009                               | Dit was een Tables match. |
| 97                                                                      | John Cena                              | 6                                      | 21 februari 2010                       | Saint Louis                            | Elimination Chamber 2010               | Dit was een Elimination Chamber match met Sheamus, Triple H, Randy Orton, Ted DiBiase en Kofi Kingston. |
| 98                                                                      | Batista                                | 2                                      | 21 februari 2010                       | Saint Louis                            | Elimination Chamber 2010               | Batista kreeg meteen een titelschot van Mr. McMahon en versloeg Cena.. |
| 99                                                                      | John Cena                              | 7                                      | 28 maart 2010                          | Glendale                               | WrestleMania XXVI                      | |
| 100                                                                     | Sheamus                                | 2                                      | 20 juni 2010                           | Uniondale                              | Fatal 4-Way                            | Dit was een Fatal Four-Way match met John Cena, Edge en Randy Orton. |
| 101                                                                     | Randy Orton                            | 6                                      | 19 september 2010                      | Rosemont                               | Night of Champions 2010                | Dit was een Six-Pack Challenge match met John Cena, Edge, Wade Barrett, Chris Jericho en Sheamus. |
| 102                                                                     | The Miz                                | 1                                      | 22 november 2010                       | Orlando                                | Raw                                    | The Miz diende zijn Money in the Bank-koffer in en versloeg Orton die met succes zijn titel verdedigde tegen Wade Barrett. |
| 103                                                                     | John Cena                              | 8                                      | 1 mei 2011                             | Tampa                                  | Extreme Rules 2011                     | Dit was een Steel Cage match met The Miz en John Morrison. |
| 104                                                                     | CM Punk                                | 1                                      | 17 juli 2011                           | Rosemont                               | Money in the Bank 2011                 | In een verhaallijn, verliet Punk het bedrijf en nam de titel mee. |
| 105                                                                     | Rey Mysterio & CM Punk                 | 1 & 1                                  | 25 juli 2011                           | Hampton                                | Raw                                    | Rey Mysterio versloeg The Miz in de finale van een 8-man toernooifinale. Triple H, die op dat moment voorzitter was in een verhaallijn, erkende CM Punk ook als een kampioen. |
| 106                                                                     | John Cena & CM Punk                    | 9 & 1                                  | 25 juli 2011                           | Hampton                                | Raw                                    | Cena won van Mysterio nadat Cena een herkansingswedstrijd kreeg van Triple H. Na de wedstrijd maakte WWE Champion CM Punk zijn terugkeer en Triple H erkenden Punk en Cena als WWE Champions. |
| 106 (2)                                                                 | CM Punk                                | 1                                      | 14 augustus 2011                       | Los Angeles                            | SummerSlam 2011                        | CM Punk versloeg John Cena voor het onbetwiste WWE Kampioenschap. |
| 107                                                                     | Alberto Del Rio                        | 1                                      | 14 augustus 2011                       | Los Angeles                            | SummerSlam 2011                        | Alberto Del Rio diende zijn "Money the Bank"-koffer in en versloeg CM Punk die net voor de wedstrijd van Cena won. |
| WWE (op Raw en Smackdown)                                               |                                        |                                        |                                        |                                        |                                        | |
| 108                                                                     | John Cena                              | 10                                     | 18 september 2011                      | Buffalo                                | Night of Champions 2011                | Cena werd recordhouder door de titel voor de 10e keer te winnen. |
| 109                                                                     | Alberto Del Rio                        | 2                                      | 3 oktober 2011                         | New Orleans                            | Hell in a Cell 2011                    | Dit was een Triple Threat Hell in a Cell match met John Cena en CM Punk. |
| 110                                                                     | CM Punk                                | 2                                      | 20 november 2011                       | New York                               | Survivor Series 2011                   | |
| 111                                                                     | The Rock                               | 8                                      | 27 januari 2013                        | Phoenix                                | Royal Rumble 2013                      | |
| 112                                                                     | John Cena                              | 11                                     | 7 april 2013                           | East Rutherford                        | WrestleMania 29                        | Cena won de titel voor de elfde keer de titel en verbeterde zijn eigen record. |
| 113                                                                     | Daniel Bryan                           | 1                                      | 18 augustus 2013                       | Los Angeles                            | SummerSlam 2013                        | Triple H was de special guest referee. |
| 114                                                                     | Randy Orton                            | 7                                      | 18 augustus 2013                       | Los Angeles                            | SummerSlam 2013                        | Orton leverde zijn "Money in the Bank"-koffer in en Triple H was de special guest referee. |
| 115                                                                     | Daniel Bryan                           | 2                                      | 15 september 2013                      | Detroit                                | Night of Champions 2013                | |
| -                                                                       | Vacant gesteld                         | -                                      | 16 september 2013                      | Cleveland                              | Raw                                    | COO Triple H stelde de titel vacant na een controversiële wedstrijd op Night of Champions 2013. |
| 116                                                                     | Randy Orton                            | 8                                      | 28 oktober 2013                        | Miami                                  | Hell in a Cell 2013                    | Dit was een Hell in a Cell match met Shawn Michaels als de special guest referee. |
| 117                                                                     | Daniel Bryan                           | 3                                      | 6 april 2014                           | New Orleans                            | WrestleMania XXX                       | Won de triple threat match van Orton en Batista |
| -                                                                       | Vacant gesteld                         | -                                      | 9 juni 2014                            | Minneapolis                            | Raw                                    | Vanwege de nekblessure van Bryan stelde Triple H de titel vacant |
| 118                                                                     | John Cena                              | 12                                     | 30 juni 2014                           | Boston                                 | Money in the Bank 2014                 | Dit was een 8-man ladder match tegen Alberto Del Rio, Bray Wyatt, Cesaro, Kane, Randy Orton, Roman Reigns en Sheamus. Cena won de titel voor de twaalfde keer de titel en verbeterde zijn eigen record. |
| 119                                                                     | Brock Lesnar                           | 4                                      | 17 augustus 2014                       | Los Angeles, California                | SummerSlam 2014                        | |
| 120                                                                     | Seth Rollins                           | 1                                      | 29 maart 2015                          | Santa Clara (Californië)               | WrestleMania 31                        | Rollins leverde zijn Monney in the Bank-koffer in om de match, die origineel tussen Brock Lesnar en Roman Reigns was, een Tripple Threat te maken. Hij won door Reigns te pinnen. |
| -                                                                       | Vacant gesteld                         | -                                      | 5 november 2015                        | -                                      | -                                      | Vanwege de knieblessure van Rollins die hij opliep bij een houseshow in Dublin op 4 november werd de titel vacant gesteld. Het nieuws werd het eerst bekendgemaakt door Jonathan Coachman via zijn twitter. |
| 121                                                                     | Roman Reigns                           | 1                                      | 22 november 2015                       | Atlanta                                | Survivor Series 2015                   | Reigns won in de finale van een toernooi van Dean Ambrose om de vacante titel te winnen. |
| 122                                                                     | Sheamus                                | 3                                      | 22 november 2015                       | Atlanta                                | Survivor Series 2015                   | Sheamus gebruikte zijn Money in the Bank-contract om een match voor de titel te krijgen, enkele minuten nadat Reigns deze titel had gewonnen. |
| 123                                                                     | Roman Reigns                           | 2                                      | 14 december 2015                       | Philadelphia                           | Raw                                    | Reigns won de titel in een career vs title match. Als Reigns verloor werd hij ontslagen door Mr. McMahon. |
| 124                                                                     | Triple H                               | 9                                      | 24 januari 2016                        | Orlando, Florida                       | Royal Rumble 2016                      | Triple H won de Royal Rumble voor de titel door als laatste Dean Ambrose te elimineren. |
| 124                                                                     | Roman Reigns                           | 3                                      | 4 april 2016                           | Arlington, Texas                       | WrestleMania 32                        | Reigns won zijn titel terug in een 1 op 1 wedstrijd tegen Triple H. |
| 124                                                                     | Seth Rollins                           | 2                                      | 19 juni 2016                           | Las Vegas, Nevada                      | Money in the Bank 2016                 | Rollins won zijn titel terug in een 1 op 1 wedstrijd tegen Roman Reigns. |
| 127                                                                     | Dean Ambrose                           | 1                                      | 19 juni 2016                           | Las Vegas, Nevada                      | Money in the Bank 2016                 | Ambrose gebruikte zijn Money in the Bank-contract, die hij eerder die avond gewonnen had om een match voor de titel te krijgen. Enkele minuten nadat Rollins deze titel terug had gewonnen van Reigns. |
| WWE: Smackdown                                                          |                                        |                                        |                                        |                                        |                                        | |
| 128                                                                     | A.J. Styles                            | 1                                      | 11 september 2016                      | Richmond, Virginia                     | Backlash 2016                          | Styles won de match van Ambrose op het event Backlash 2016, zo heeft hij de titel van de brand Smackdown. |
| 129                                                                     | John Cena                              | 13                                     | 29 januari 2017                        | San Antonio, Texas                     | Royal Rumble (2017)                    | Cena won de match van Styles op de Royal Rumble (2017). |
| 130                                                                     | Bray Wyatt                             | 1                                      | 12 februari 2017                       | Phoenix, Arizona                       | Elimination Chamber (2017)             | Wyatt won een Elimination Chamber match voor de titel van John Cena, A.J. Styles, Dean Ambrose, The Miz en Baron Corbin. |
| 131                                                                     | Randy Orton                            | 9                                      | 2 april 2017                           | Orlando, Florida                       | Wrestlemania 33                        | Randy Orton won de titel van Bray Wyatt na een match waarbij Bray Wyatt insecten in de ring liet verschijnen. |
| 132                                                                     | Jinder Mahal                           | 1                                      | 21 mei 2017                            | Rosemont, Illinois                     | Backlash                               | |
| 133                                                                     | A.J. Styles                            | 2                                      | 7 november 2017                        | Manchester                             | SmackDown Live                         | Dit was een van de weinige keren dat het kampioenschap in Europa gewonnen werd. Styles was de publieksfavoriet en de zaal stond figuurlijk op zijn kop toen hij won van Jinder Mahal, die eigenlijk als Indiase worstelaar daarna op toer ging door India met de WWE en dat als wereldkampioen wilde doen, wat tot verbazing bij de Indiase fans leidde, die hem graag in eigen land als kampioen hadden gezien.                                                                     |
| 134                                                                     | Daniel Bryan                           | 4                                      | 13 november 2018                       | St. Louis, Missouri                    | SmackDown Live                         | De scheidsrechter werd geraakt door Bryan en Styles, waarna Bryan een low blow (tik of trap in het kruis) uitdeelde zonder dat de scheidsrechter dit zag, waarna Bryan zijn finisher uitvoerde en de wedstrijd won. Styles was 370 dagen kampioen. |
| 135                                                                     | Kofi Kingston                          | 1                                      | 7 april 2019                           | East Rutherford, New Jersey            | WrestleMania 35                        | |
| 136                                                                     | Brock Lesnar                           | 5                                      | 4 oktober 2019                         | Los Angeles, California                | SmackDown's 20th Anniversary           | |
| WWE: Raw                                                                |                                        |                                        |                                        |                                        |                                        | |
| 137                                                                     | Drew Mcintyre                          | 1                                      | 26 maart 2020                          | Orlando, Florida                       | WrestleMania 36                        | Zijn reign als WWE Champion begon op 5 april 2020. |
| 138                                                                     | Randy Orton                            | 10                                     | 25 oktober 2020                        | Orlando, Florida                       | Hell In A Cell 2020                    | Dit was een Hell in a Cell Match. |
| 139                                                                     | Drew Mcintyre                          | 2                                      | 16 november 2020                       | Orlando, Florida                       | Raw                                    | Dit was een No Disqualification en No Countout match. |
| 140                                                                     | The Miz                                | 2                                      | 21 februari 2021                       | Saint Petersburg, Florida              | Elimination Chamber 2021               | Titelwedstrijd vanwege de 'Money in the Bank-koffer' van The Miz. |
| 141                                                                     | Bobby Lashley                          | 1                                      | 1 maart 2021                           | Saint Petersburg, Florida              | Raw                                    | Dit was een Lumber Jack match. |
| 142                                                                     | Big E                                  | 1                                      | 13 september 2021                      | Boston, Massachusetts                  | Raw                                    | Big E verzilverde zijn Money in the Bank-contract. |
| 143                                                                     | Brock Lesnar                           | 6                                      | 1 januari 2022                         | Atlanta, Georgia                       | WWE Day 1                              | Dit was een fatal five-way match met Bobby Lashley, Kevin Owens en Seth Rollins. |
| 144                                                                     | Bobby Lashley                          | 2                                      | 29 januari 2022                        | St. Louis, Missouri                    | Royal Rumble 2022                      | |
| 145                                                                     | Brock Lesnar                           | 7                                      | 19 februari 2022                       | Djedda, Saoedi-Arabië                  | Elimination Chamber 2022               | Dit was een Elimination Chamber match met AJ Styles, Austin Theory, Riddle en Seth Rollins. |